# Anthurium brevispadix
Anthurium brevispadix är en kallaväxtart som beskrevs av Thomas Bernard Croat. Anthurium brevispadix ingår i släktet Anthurium och familjen kallaväxter. Inga underarter finns listade.